# Dignomus irroratus
Dignomus irroratus is een keversoort uit de familie klopkevers (Ptinidae). De wetenschappelijke naam van de soort werd in 1852 gepubliceerd door Ernst August Hellmuth von Kiesenwetter.